# Peter Svet
Peter Svet, slovenski atlet in trener, 5. april 1949, Celje.
Svet je nastopil na evropskem prvenstvu 1974, ko je v teku na 10.000 m osvojil 18. mesto in 10. mesto v teku na 5.000 m. Istega leta je dosegel državna rekorda v teku na 3000 m z zaprekami s časom 8:29,6, ki je veljal 28 let, in v teku na 5.000 m s časom 13:32,8, ki še vedno velja. Njegov osebni rekord na 10.000m znaša 28:45,4, kar je 3. najhitrejši slovenski čas vseh časov. Leta 1974 je bil prejemnik Bloudkove plakete za tekmovalne dosežke v atletiki. Po končani tekmovalni karieri je postal uspešen atletski trener.